# مارسيلو فيلار
مارسيلو فيلار (بالبرتغالية: Marcelo Vilar‏) هو لاعب كرة قدم برازيلي، ولد في 13 مايو 1961 في فورتاليزا في البرازيل.